# 薩扎瓦河畔蒂內茨

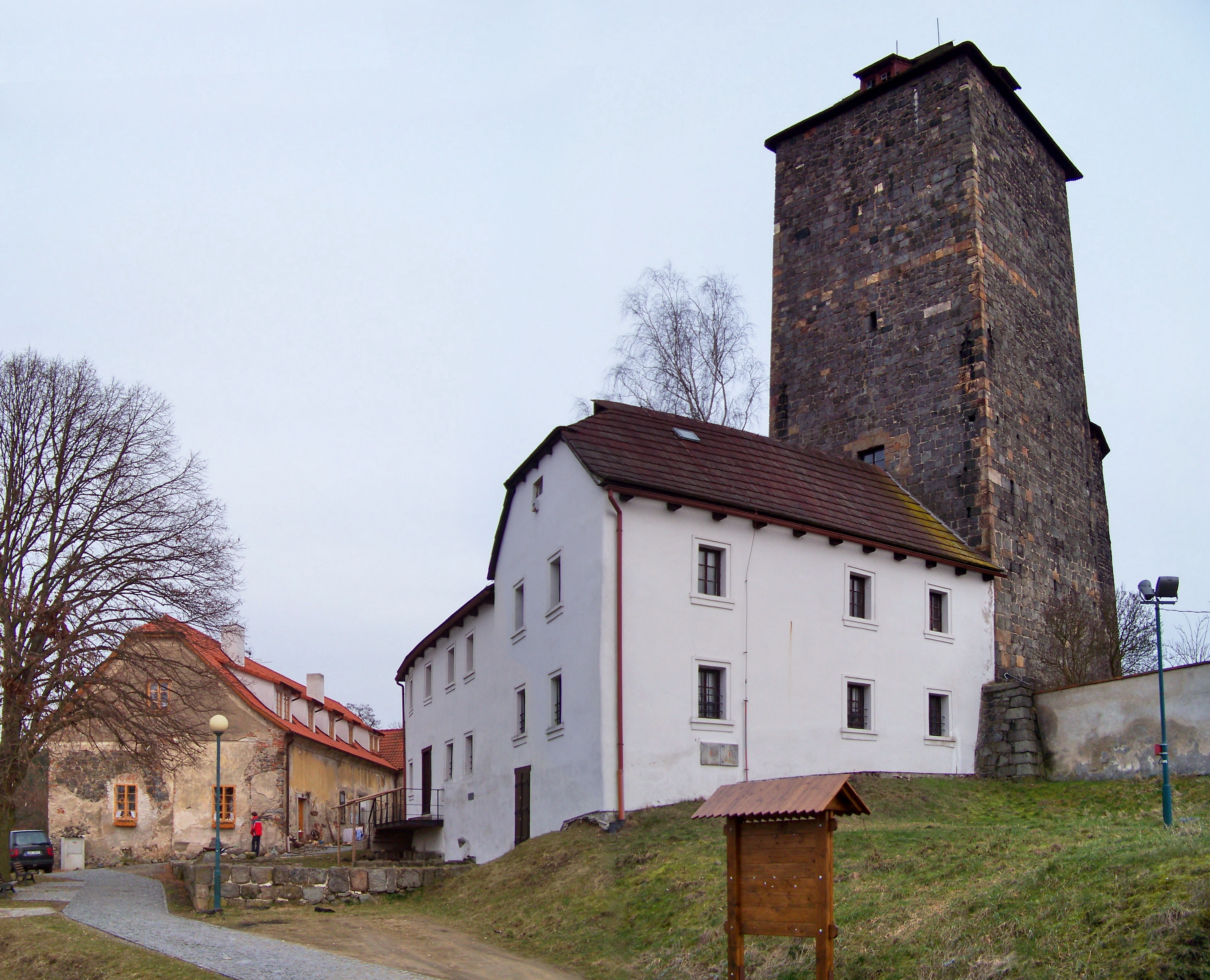

薩扎瓦河畔蒂內茨是捷克的城鎮，位於該國中部，距離塞德爾恰尼23公里，由中波希米亞州負責管轄，面積21.34平方公里，海拔高度281米，2011年人口5,561。

## 外部連結
- Municipal website （页面存档备份，存于）